# 60 meter horden
60 meter horden is een hordeloopwedstrijd over 60 meter, die normaal gesproken indoor wordt gelopen. De horden worden geplaatst op de rechte sprintbaan in het middenveld van een indoorbaan. De hoogtes en de tussenafstanden zijn exact gelijk aan die van de 110 m horden (mannen) en 100 m horden (vrouwen) tot en met de vijfde horde. Voor meer horden is er op 60 meter geen plaats. Ook in afwijkende hordenraces voor jeugd en masters (35+) bedraagt het aantal horden vijf.

## Top tien aller tijden

### Snelste mannen
| Naam              | Land                | Tijd | Datum            |
| Grant Holloway    | Verenigde Staten    | 7,27 | 16 februari 2024 |
| Colin Jackson     | Verenigd Koninkrijk | 7,30 | 6 maart 1994     |
| Dayron Robles     | Cuba                | 7,33 | 8 februari 2008  |
| Greg Foster       | Verenigde Staten    | 7,36 | 16 januari 1987  |
| Allen Johnson     | Verenigde Staten    | 7,36 | 6 maart 2004     |
| Terrence Trammell | Verenigde Staten    | 7,36 | 14 maart 2010    |
| Roger Kingdom     | Verenigde Staten    | 7,37 | 8 maart 1989     |
| Anier García      | Cuba                | 7,37 | 9 februari 2000  |
| Tony Dees         | Verenigde Staten    | 7,37 | 18 februari 2000 |
| David Oliver      | Verenigde Staten    | 7,37 | 5 februari 2011  |

Bijgewerkt: 26 maart 2024

### Snelste vrouwen
| Naam                | Land             | Tijd | Datum            |
| Devynne Charlton    | Bahama's         | 7,65 | 3 maart 2024     |
| Tia Jones           | Verenigde Staten | 7,67 | 16 februari 2024 |
| Susanna Kallur      | Zweden           | 7,68 | 10 februari 2008 |
| Ludmila Engquist    | Sovjet-Unie      | 7,69 | 4 februari 1990  |
| Sharika Nelvis      | Verenigde Staten | 7,70 | 18 februari 2018 |
| Kendra Harrison     | Verenigde Staten | 7,70 | 3 maart 2018     |
| Lolo Jones          | Verenigde Staten | 7,72 | 13 maart 2010    |
| Ackera Nugent       | Jamaica          | 7,72 | 10 maart 2023    |
| Cornelia Oschkenat  | West-Duitsland   | 7,73 | 25 februari 1989 |
| Sally Pearson       | Australië        | 7,73 | 10 maart 2012    |
| Christina Manning   | Verenigde Staten | 7,73 | 18 februari 2018 |
| Cyréna Samba-Mayela | Frankrijk        | 7,73 | 3 maart 2024     |

Bijgewerkt: 26 maart 2024

## Continentale records
| Continent                | Geslacht | Prestatie | Atleet            | Land | Datum            | Plaats       |
| ------------------------ | -------- | --------- | ----------------- | ---- | ---------------- | ------------ |
| Afrika                   | M        | 7,52      | Shaun Bownes      | RSA  | 23 februari 2001 | Gent         |
| Afrika                   | V        | 7,75      | Tobi Amusan       | NGR  | 4 februari 2024  | Boston       |
| Noord- en Midden-Amerika | M        | 7,27 (WR) | Grant Holloway    | USA  | 16 februari 2024 | Albuquerque  |
| Noord- en Midden-Amerika | V        | 7,65 (WR) | Devynne Charlton  | BAH  | 3 maart 2024     | Glasgow      |
| Zuid-Amerika             | M        | 7,58      | Rafel Pareira     | BRA  | 4 februari 2022  | Berlijn      |
| Zuid-Amerika             | M        | 7,58      | Eduardo Rodrigues | BRA  | 28 februari 2024 | Cochabamba   |
| Zuid-Amerika             | V        | 7,91      | Yvette Lewis      | PAN  | 7 maart 2014     | Sopot        |
| Azië                     | M        | 7,41      | Liu Xiang         | CHN  | 18 februari 2012 | Birmingham   |
| Azië                     | V        | 7,82      | Olga Shishigina   | KAZ  | 21 februari 1999 | Liévin       |
| Europa                   | M        | 7,30      | Colin Jackson     | GBR  | 6 maart 1994     | Sindelfingen |
| Europa                   | V        | 7,67      | Ditaji Kambundji  | SUI  | 7 maart 2025     | Apeldoorn    |
| Oceanië                  | M        | 7,56      | Chris Douglas     | AUS  | 20 maart 2022    | Belgrado     |
| Oceanië                  | V        | 7,73      | Sally Pearson     | AUS  | 10 maart 2012    | Istanbul     |

Bijgewerkt tot 8 maart 2025

## Wereldrecordontwikkeling

### Mannen
| Tijd (s) | Naam           | Nationaliteit | Datum      | Plaats       |
| -------- | -------------- | ------------- | ---------- | ------------ |
| 7,36     | Greg Foster    | USA           | 16.01.1987 | Los Angeles  |
| 7,36     | Colin Jackson  | GBR           | 12.02.1994 | Glasgow      |
| 7,30     | Colin Jackson  | GBR           | 06.03.1994 | Sindelfingen |
| 7,29     | Grant Holloway | USA           | 24.02.2021 | Madrid       |
| 7,29     | Grant Holloway | USA           | 20.03.2022 | Belgrado     |
| 7,27     | Grant Holloway | USA           | 16.02.2024 | Albuquerque  |

### Vrouwen
| Tijd (s) | Naam                  | Nationaliteit | Datum            | Plaats       |
| -------- | --------------------- | ------------- | ---------------- | ------------ |
| 7,74     | Jordanka Donkova      | BUL           | 14 februari 1987 | Sofia        |
| 7,73     | Cornelia Oschkenat    | GDR           | 25 februari 1989 | Wenen        |
| 7,71     | Lyudmila Narozhilenko | URS           | 4 februari 1990  | Tsjeljabinsk |
| 7,69     | Lyudmila Narozhilenko | URS           | 4 februari 1990  | Tsjeljabinsk |
| 7,68     | Susanna Kallur        | SWE           | 10 februari 2008 | Karlsruhe    |
| 7,67     | Devynne Charlton      | BAH           | 11 februari 2024 | New York     |
| 7,67     | Tia Jones             | USA           | 16 februari 2024 | Albuquerque  |
| 7,65     | Devynne Charlton      | BAH           | 3 maart 2024     | Glasgow      |